# Bernardo Sobrinho
Bernardo Antônio de Mendonça Sobrinho (Porto Calvo, 5 de abril de 1857 - Maceió, 25 de março de 1905) foi um advogado e político brasileiro. Foi um senador do Brasil durante a República Velha (ou Primeira República).
Filho do senador Jacinto Paes de Mendonça e de Francisca de Barros Wanderley, formou-se na Faculdade de Direito do Recife em 30 de outubro de 1876.
Entre 1885 e 1889, ocupou o cargo de deputado geral pelo Partido Conservador, representando o 5º distrito da província de Alagoas. Após a dissolução da Câmara com a Proclamação da República, tentou a reeleição, mas perdeu por apenas dezessete votos. Nos anos seguintes, foi assessor jurídico do presidente da província de Alagoas, Manuel Gomes Ribeiro e Senado estadual na Assembleia Legislativa de Alagoas.
Em maio de 1897, assumiu o cargo de Senado do Brasil por Alagoas, para as quatro legislaturas seguintes (nesta época a vaga tinha validade para nove anos).
Bernardo faleceu, no exercício do cargo, em 25 de março de 1905, em decorrência de um ataque cardíaco.